# Antonio Corradini
Antonio Corradini (Venezia, 19 ottobre 1688 – Napoli, 12 agosto 1752) è stato uno scultore italiano.

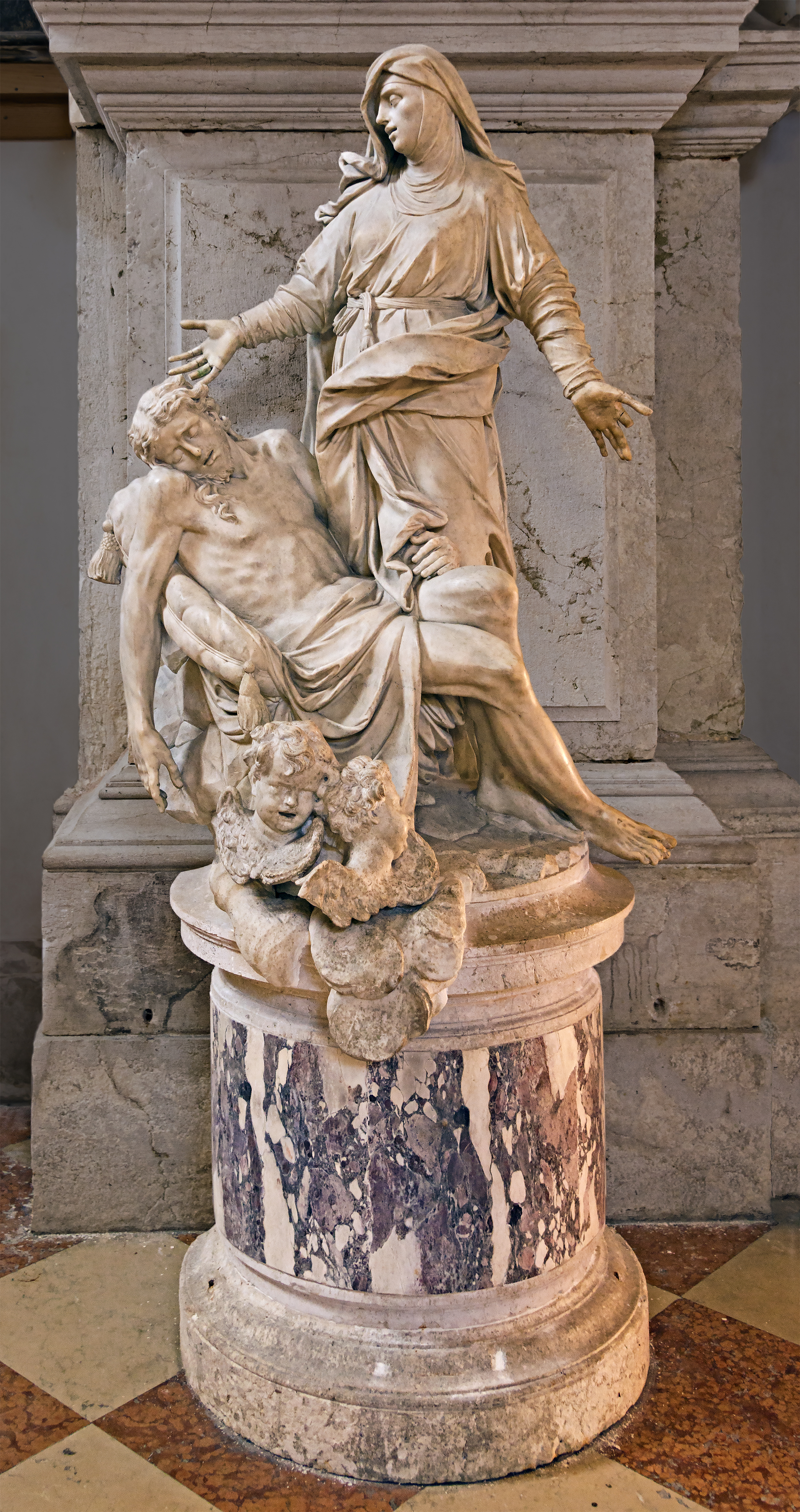
San Moisè, Pietà

Attivo a Venezia, Vienna, Roma e infine a Napoli, dove lavorò al servizio di Raimondo di Sangro nel cantiere della cappella Sansevero, Corradini è principalmente ricordato per la sua maestria nell'esecuzione di figure velate. Tra le sue sculture principali si ricordano il Monumento a Johann Matthias von der Schulenburg, il gruppo della Pietà e la statua Pudicizia.

## Biografia

### Esordi nella Repubblica di Venezia
Antonio Corradini nacque a Venezia nel 1688. Si hanno scarsissimi dati sulla sua formazione: le fonti gli danno a maestro Antonio Tarsia, scultore veneziano del quale sposò la figlia con la quale generò poi diversi figli.

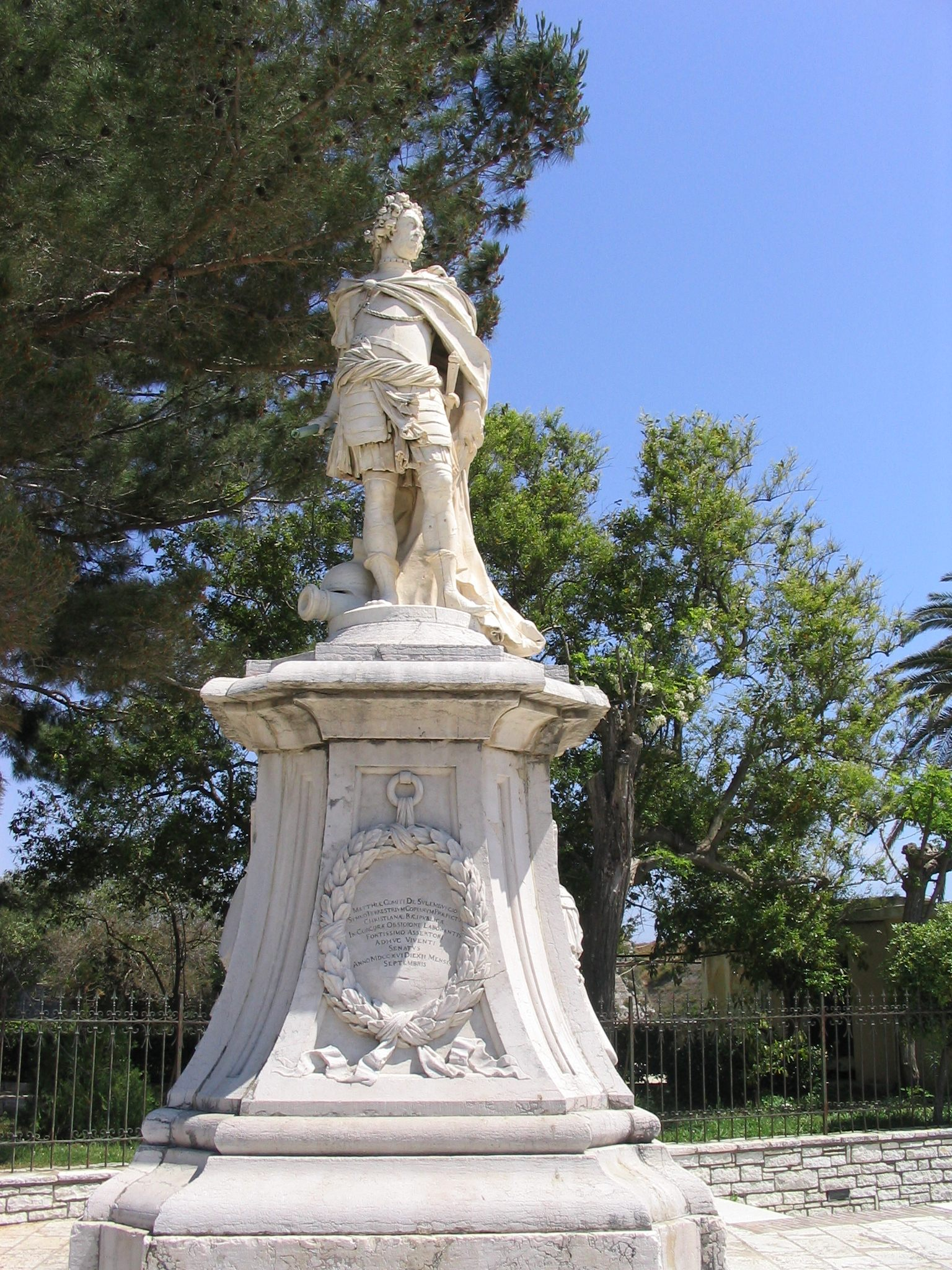
Monumento a Johann Matthias von der Schulenburg, maresciallo dell'esercito veneziano, situato a Corfù

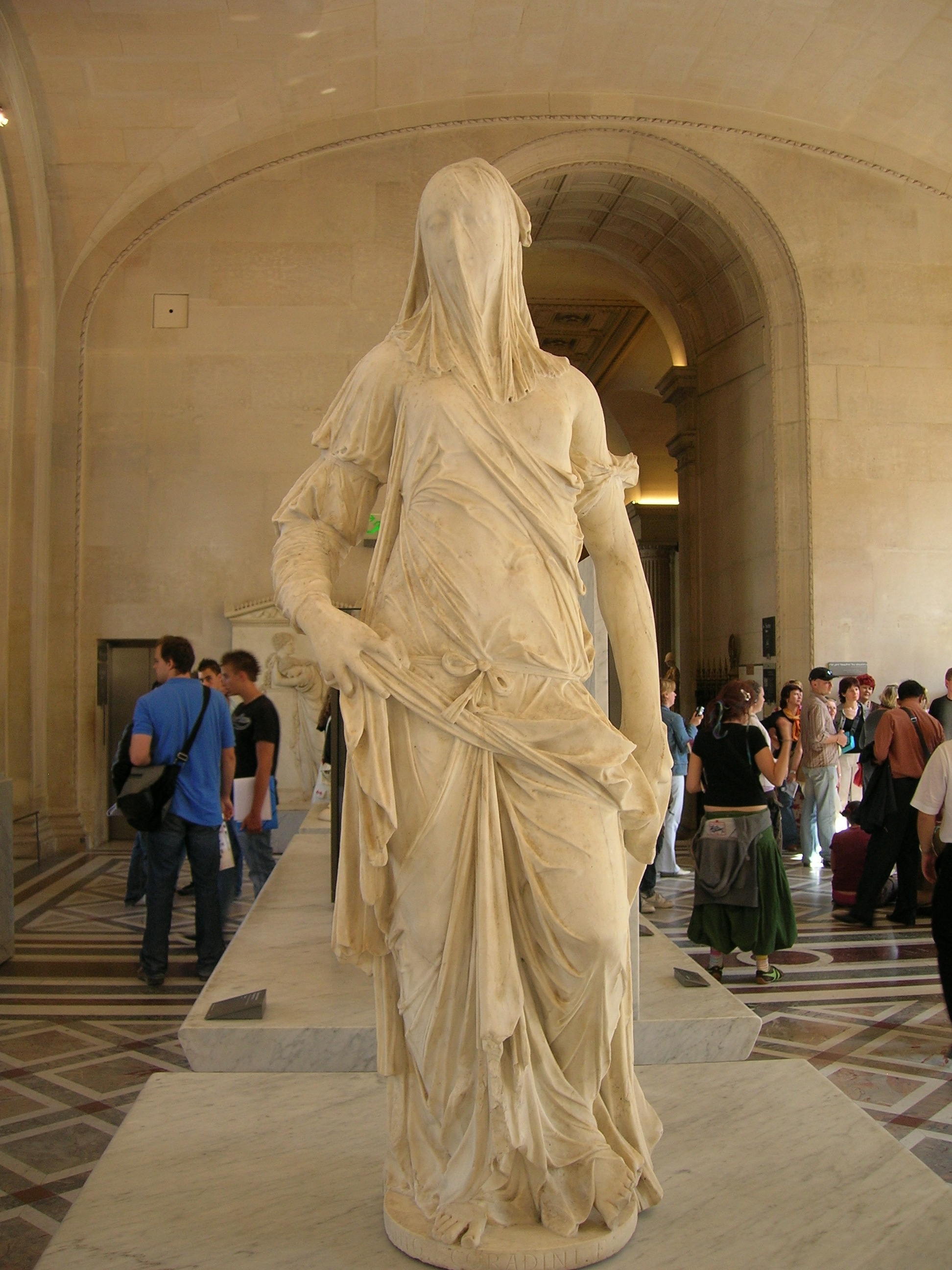
Donna velata, di Antonio Corradini (Museo del Louvre)

La prima opera documentata del Corradini risale al 1709, quando partecipò alla decorazione della chiesa di San Stae a Venezia insieme ad altri scultori veneti; lì eseguì la Fede (con velo sugli occhi), il Redentore e la Speranza, opere tutte caratterizzate da una chiara adesione al gusto tardo-barocco. Del 1713 è invece la Sant'Anastasia in San Donato a Zara, opera dopo la quale Corradini conobbe un effettivo decollo artistico, sancito con l'esecuzione del monumento a Johann Matthias von der Schulenburg di Corfù. Seguì la produzione della sua prima figura velata, genere al quale il nome del Corradini è indissolubilmente legato: si tratta della Fede velata per l'appunto, compresa fino al 1856 nella collezione veneziana dei Manfrin e poi scomparsa. Successivamente eseguì per il duomo di Gurk la Fede, la Speranza e il rilievo con la Morte di sant'Emma.
Divenuto nel 1721 scultore ufficiale della Serenissima, Corradini nel 1723 eseguì il gruppo della Pietà (firmato), opera unanimemente considerata il capolavoro dei suoi esordi. In seguito scolpì un Trionfo dell'eucaristia per il duomo d'Este, per poi ricevere la nomina di «proto per i restauri della Scala dei Giganti a Palazzo Ducale»; l'intervento di restauro, iniziato nel 1725, interessò la scala dei Giganti e l'arco Foscari, al quale Corradini aggiunse la statua della Prudenza in sostituzione di una scultura del Quattrocento poi scomparsa. Nel 1722, invece, Corradini si vide affidare la soprintendenza della demolizione del vecchio Bucintoro e della decorazione della nuova imbarcazione, progettata da Stefano Conti; anche se la nave venne distrutta nel 1797, sappiamo com'era fatta grazie all'esistenza di alcuni frammenti e di un modellino ligneo, grazie ai quali possiamo attribuire al Corradini la paternità delle due Muse e della porta su cui è intagliato San Marco con il leone.

### A Vienna e Roma
La commissione di alcune sculture per la fontana del Hoher Markt a Vienna spinse il Corradini a trasferirsi in Austria, dove la sua presenza è documentata dal 5 agosto 1731. Assai rapidamente lo scultore si attrasse la benevolenza della corte di Vienna, che l'11 maggio 1733 lo nominò scultore di corte in sostituzione del defunto Konrad Rudolf, con stipendio di millesettecento fiorini più cinquecento fiorini per indennità di alloggio. Tra gli interventi corradiniani di questi anni si segnalano le sculture per la tomba di San Giovanni Nepomuceno nel duomo di Praga, eseguite tra il 1733 e il 1736 con l'aiuto di Joseph Emanuel Fischer von Erlach, e la costruzione del Hetztheater, un teatro in legno e stucco destinato ad accogliere spettacoli di combattimenti tra animali.
Con la morte dell'imperatore Carlo VI nel 1740, della moglie nel 1741, di Fischer von Erlach nel 1742 e con l'affermarsi dello scultore Georg Raphael Donner, Corradini entra in un periodo di crisi. Malgrado fosse stato riconfermato scultore di corte dalla nuova monarca Maria Teresa, Corradini rimpatriò trasferendosi a Roma, ove giunse «vestito da Maresciallo per essere stato assai applaudito nel suo mestiere in Germania», usufruendo di una speciale licenza regia che lo obbligava a fare ritorno in Austria (ovviamente non rispettata); non sappiamo con esattezza la data esatta del suo arrivo nell'Urbe, ove la sua presenza è documentata dal 1º febbraio 1743. A Roma, in ogni caso, Corradini si dedicò a scolpire la Vestale velata o Vestale Tuccia, rimasta invenduta per il prezzo eccessivo o, forse, per l'invidia dei Romani; la statua, comunque, si guadagnò le lodi del pretendente al trono d'Inghilterra Giacomo Stuart, che 1º settembre del 1743 poté ammirarla nello studio dello scultore, ubicato «in uno dei vicoli per cui si entra a Palazzo Barberini». Fu inoltre coinvolto nel restauro statico della cupola di San Pietro, per la quale progettò otto modelli di statue colossali con cui caricare i contrafforti di tamburo della cupola per renderli più resistenti alla forza centrifuga; le sculture non vennero poi più eseguite a causa del giudizio sfavorevole di Luigi Vanvitelli, che era il soprintendente del restauro.

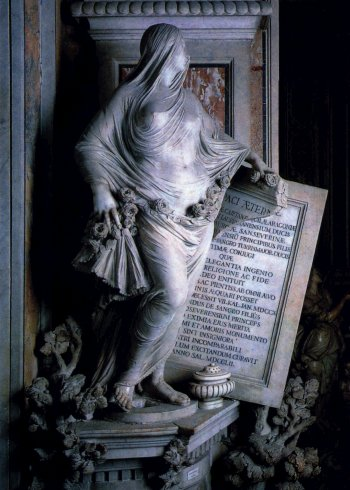
La Pudicizia della cappella Sansevero è l'ultima opera eseguita dal Corradini

Il 1744 fu un anno di profondo fermento artistico per Corradini, impegnato nell'esecuzione di due Angeli che reggono lo stemma di Giovanni V del Portogallo per la Chiesa di San Rocco a Lisbona e nella realizzazione del Monumento a Benedetto XIV nella sala Alessandrina del palazzo della Sapienza. Lo scultore, in questo modo, conobbe uno sfolgorante successo, tanto che il 20 maggio 1747 addirittura il pontefice si recò nella sua bottega per ammirare un Cristo marmoreo «eccellentemente scolpito» che Corradini stava realizzando. Siccome nella pasqua del 1748 la sua casa a via Felice risultava «spigionata», possiamo presumere che tra la fine del 1747 e i primi mesi del 1748 il Corradini abbia lasciato Roma.

### Al servizio di Raimondo di Sangro
Lasciata Roma, il Corradini si recò a Napoli, dove venne assunto al servizio di Raimondo di Sangro, settimo principe di Sansevero. Proprio in quegli anni il Principe stava ponendo mano all'arricchimento della chiesa di Santa Maria della Pietà, con l'idea di farne un mausoleo dei di Sangro e di arricchirlo di opere di grandissimo pregio.
Stabilita un'immediata intesa con Raimondo, Corradini venne nominato co-ideatore ed esecutore del progetto iconografico per la cappella Sansevero, come divenne poi noto il tempio gentilizio. Ebbene, per il mausoleo disangriano lo scultore eseguì quattro opere: la statua del Decoro, dove la virtù è personificata da un giovane seminudo con i fianchi coperti da una pelle di leone, il monumento a Paolo de' Sangro e a Giovan Francesco de' Sangro, e infine la Pudicizia, la sua ultima e più celebre opera, dove la madre di Raimondo veste i panni di una donna ricoperta da un velo marmoreo trasparente di notevole pregio. Allo scultore venne commissionata anche l'esecuzione del Cristo velato, del quale realizzò un bozzetto in terracotta: la statua venne poi scolpita da Giuseppe Sanmartino a causa della prematura morte del Corradini, scomparso il 12 agosto 1752 «dum reliqua huius templi ornamenta meditabatur» («mentre meditava sugli altri ornamenti di questo tempio»), come riporta il basamento della Pudicizia.